# Wahe Tadewosjan
Wahe Tadewosjan (armenisch Վահե Թադեւոսյան; * 17. Oktober 1983 in Jerewan) ist ein ehemaliger armenischer Fußballspieler.
Tadewosjan spielte von 2006 bis 2008 als Stürmer beim Schweizer FC Aarau in der Super League. Zuvor war der Stürmer in seiner Heimat Armenien beim FC Banants Jerewan, FC Ararat und FC Kotajk Abowjan unter Vertrag. Seit 2009 spielte er wieder für Banants Jerewan. Nach zwei Jahren dort wechselte er zum FC Ulisses Jerewan, wo er zum Ende der Saison 2011/12 seine Karriere beendete.
In der armenischen U21-Nationalmannschaft hatte er drei Einsätze, für die Armenische Fußballnationalmannschaft lief er 15 mal auf.